# Gofraid mac Sitriuc
Gofraid mac Sitriuc (mort el 951) (nòrdic antic: Guðrøðr Sigtryggsson; d'altres formes del nom Gothfrith, Guthfrith, Godred i Godfrey). Va ser un cabdill viking, monarca del regne de Dublín. Fill del rei Sihtric ua Ímair i besnet de Ivar el desossat, presumpte fundador de la dinastia Uí Ímair que va dominar l'entorn nòrdic-gaèlics, així com parts d'Escandinàvia, Anglaterra, Irlanda i Escòcia al segle x.
Gofraid es va convertir en rei de Dublín a la mort del seu cosí Blácaire mac Gofrith al camp de batalla contra Congalach mac Máel Mithig, Gran rei d'Irlanda, el 948. Els vikings de Dublín van patir moltíssimes baixes a la batalla, al voltant de mil van ser capturats o morts.
Una altra sagnant derrota va tenir lloc el 950 quan Gofraid es va unir a Congalach contra un aspirant al tron d'Irlanda, Ruaidrí ua Canannáin. Gofraid va atacar Ruaidrí en un lloc encara no identificat i que els annals denominen Móin Brocaín, en algun lloc entre els rius Boyne i el Liffey, el 30 de novembre de 950. Encara que Ruaidrí i un dels seus fills van morir al combat, Gofraid va ser severament derrotat i va escapar. Els Annals d'Ulster citen que al voltant de dos mil vikings de Dublín van ser massacrats, mentre que els Annals irlandesos (menys fiable) citen sis mil homes. És possible que Congalach traís Gofraid, ja que algunes fonts el citen com el guanyador de la contesa. Els Annals dels quatre mestres afegeixen que l'hereu de Dublín, anomenat Ivar, també va morir.
La sort de Gofraid va millorar el 951. Incursions des de Dublín van devastar l'Abadia de Kells i d'altres esglésies irlandeses. Els Annals d'Ulster esmenten que només a Kells "tres mil homes o més van ser fets captius i es van apropiar de bestiar, cavalls, or i plata". Els presoners es van destinar a l'esclavitud o es va sol·licitar rescat per alguns. El bestiar va servir per alimentar Dublín, ja que depenia d'importar exemplars madurs, i la resta serviria per reforçar les defenses de la ciutat.
Ni soldats, ni fortuna van ser d'ajut quan segons els annals, la plaga va aparèixer a Dublín a la fi de 951. Es descriu com lepra i disenteria. Segons Chronicon Scotorum Gofraid va ser un dels que va sucumbir a la plaga, i s'informa de la seva mort com justa venjança pels saquejos a Kells.
El germà de Gofraid, Amlaíb Cuarán, el succeiria al tron el 952.